# 北太平桥
39°57′59″N 116°21′50″E / 39.96649°N 116.36397°E

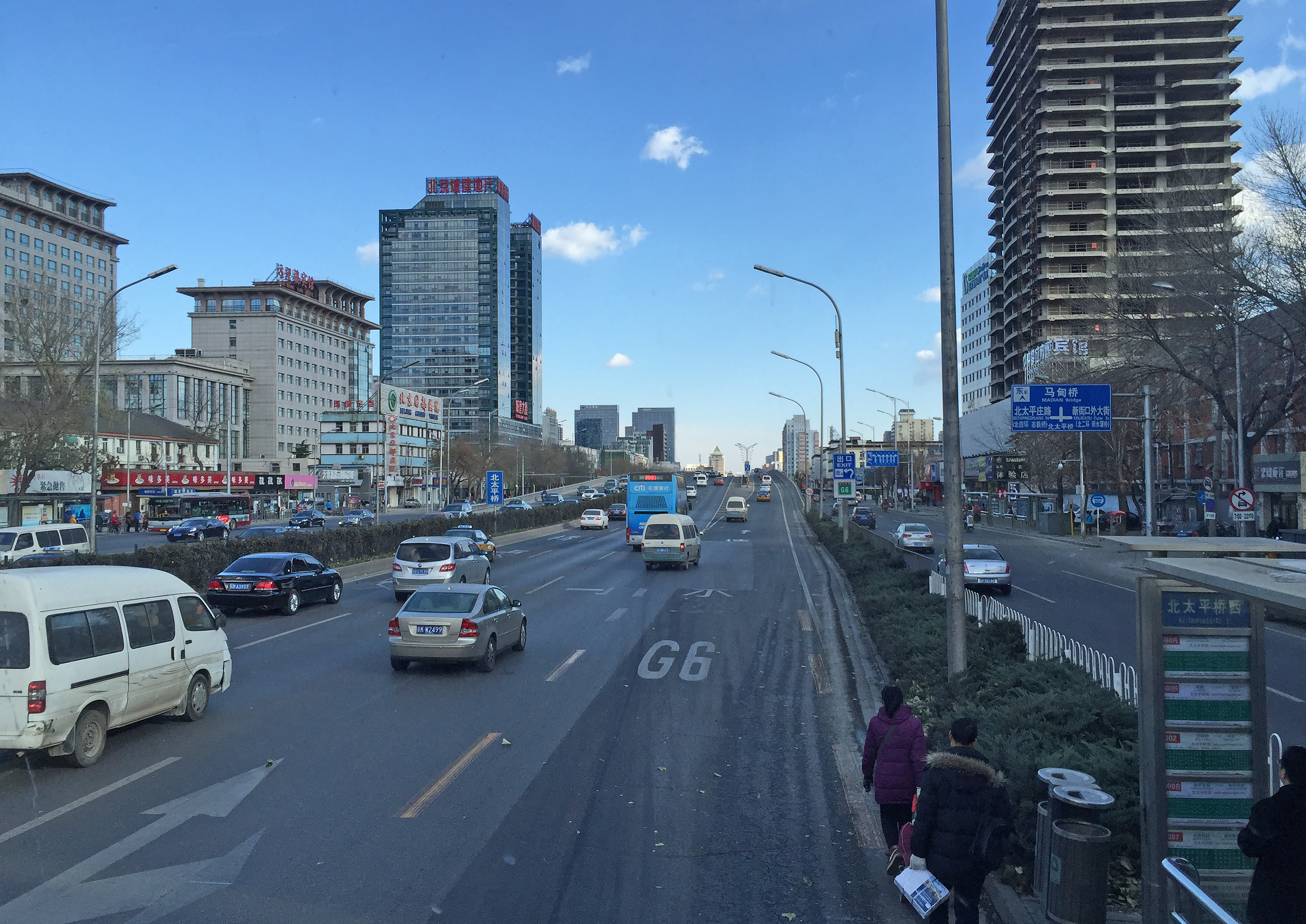
北太平桥西

北太平桥位于北京市西城区与海淀区交界处，是北三环中路（东西向）和北太平庄路－新街口外大街（南北向）交汇处的一座立交桥。该桥为一座东西向梁式桥，桥长243米，宽29.0米。于1994年建成。